# Renton House

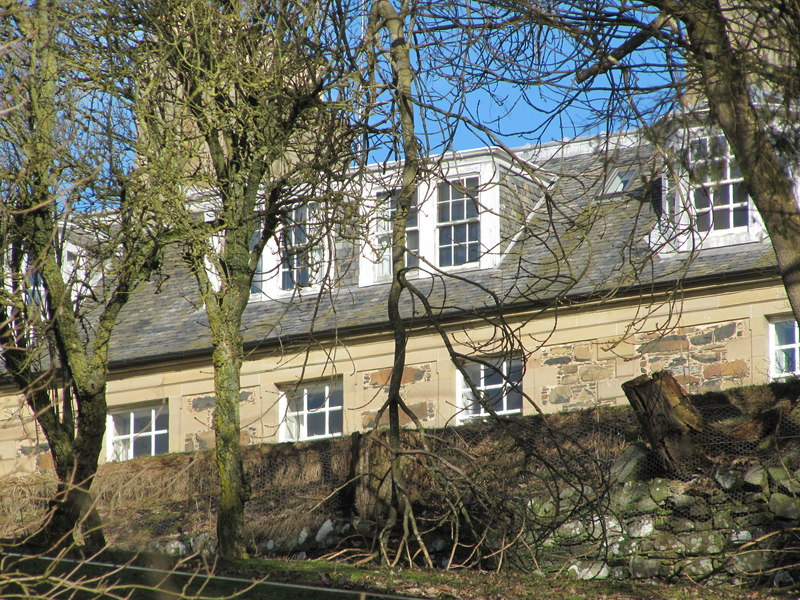
Renton House

Renton House ist ein Herrenhaus nahe der schottischen Ortschaft Grantshouse in der Council Area Scottish Borders. 1971 wurde das Bauwerk in die schottischen Denkmallisten in der höchsten Denkmalkategorie A aufgenommen.

## Geschichte
Das Herrenhaus wurde im frühen 18. Jahrhundert erbaut. Eine Sonnenuhr weist das Baujahr 1715 aus, welches in etwa dem Baujahr von Renton House entsprechen könnte. Einst bewohnten es die Homes of Renton. Auf einer Karte aus dem Jahre 1821 ist das Herrenhaus als Renton Inn, einem Kutschenhalt entlang der Strecke zwischen London und Edinburgh, bezeichnet. 1866 lebte Lady Stirling in Renton House. Im Laufe der Jahrhunderte wurden verschiedene bauliche Veränderungen vorgenommen. So entsprechen die Dachgauben nicht dem Originalzustand. Ein ehemaliges Gewächshaus wurde zwischenzeitlich abgebrochen.

## Beschreibung
Das palladianische Herrenhaus steht isoliert auf einem weitläufigen Anwesen am linken Ufer des Eye Water wenige hundert Meter östlich von Grantshouse. Rund hundert Meter südlich verläuft die A1 mit der parallel geführten East Coast Main Line. Die nordostexponierte Frontseite des zweistöckigen Gebäudes ist fünf Achsen weit, angeordnet im Schema 1–3–1. Kolossale Pilaster gliedern die Fassade vertikal. Mittig befindet sich das rundbögige Eingangsportal mit Portikus. In dessen Kämpferfenster ist Bleiglas eingesetzt. Im darüberliegenden Giebel ist ein einzelnes Fenster eingelassen. Im Erdgeschoss sind die Fenster mit Schlussstein gearbeitet. Links geht zurückversetzt ein einstöckiger Anbau mit Zwillingsfenster und Gesimse ab.
Die rückwärtige Fassade ist ebenfalls fünf Achsen weit. Wie auch an der Frontseite sind die Kanten mit Ecksteinen abgesetzt. Die Nordwestseite ist drei Achsen weit. Das abschließende Plattformdach ist mit grauem Schiefer eingedeckt. Die heraustretenden Gauben sind mit Zwillingsfenstern gestaltet. Das Mauerwerk der flankierenden Pavillons besteht aus Bruchstein. Sie schließen mit Walmdächern.